# Bahuvrihi
In linguistica un composto bahuvrihi (dal sanscrito: in hindī बहुव्रीहि, che significa letteralmente molto riso o avere molto riso, ma che denota un uomo ricco) è un tipo di composto che denota un referente specificando una certa caratteristica o qualità che il referente possiede.
Ad esempio, nella lingua inglese col termine sabretooth, (letteralmente dente-sciabola) non si fa riferimento ad un tipo di denti, bensì  ad felino estinto con i denti a sciabola, chiamato in biologia Smilodon
Nel bahuvrihis sanscrito, l'ultimo costituente è un nome - più strettamente, uno stelo nominale - mentre l'intero composto è un aggettivo. Nel sanscrito vedico l'accento è regolare sul primo membro (tatpurusha rāja-pútra "figlio di un re", ma bahuvrihi rājá-putra "avere dei re come figli", cioè rājá-putra-, m., "Padre dei re", rājá-putrā-, f., "madre dei re"), con l'eccezione di un numero di prefissi non nominali come il privativo a; la parola bahuvrīhí è anch'essa un'eccezione a questa regola.